# Awaken (álbum de NCT 127)
Awaken es el primer álbum de larga duración japonés del grupo surcoreano NCT 127. Lanzado por su discográfica japonesa Avex Trax el 17 de abril de 2019. el álbum fue el segundo lanzamiento más importante del grupo en el mercado japonés y el primero en no incluir a Winwin, quien ha estado en hiatus debido a su participación en las promociones de WayV. El fundador de SM Entertainment, Lee Soo-man sirvió como director ejecutivo del álbum. Awaken es un disco con predominio de hip-hop y R&B, contiene canciones que incorporan elementos del pop y la música electrónica, interpretadas en japonés, coreano e inglés para "continuar" la historia de su primer EP japonés, Chain (2018).
Tras su lanzamiento, el álbum debutó en el puesto número cuatro de la lista Oricon Weekly Albums con 53,042 copias vendidas en su primera semana, así como en el puesto número 14 de la lista Oricon Weekly Digital Albums con 978 descargas, convirtiéndose en la tercera entrada del grupo en el top 5 de la primera lista. Para promocionar el álbum, NCT 127 emprendió su primera gira de conciertos por Japón, titulada Neo City – The Origin. El álbum también generó dos sencillos antes de su lanzamiento: la versión japonesa de «Touch», el 16 de septiembre de 2018, y «Wakey-Wakey», el 19 de marzo de 2019.

## Antecedentes y lanzamiento
Después de debutar en el mercado japonés con el EP, Chain, en 2018; NCT 127 lanzó su primer álbum de estudio japonés, Awaken, el 17 de abril de 2019.
El álbum se lanzó en catorce versiones: un CD+DVD de edición limitada, un CD+Blu-ray edición limitada, y nueve ediciones limitadas de cada miembro del grupo. Todas los discos de edición limitada venían con una tarjeta intercambiable.
El avance del video musical de su sencillo principal "Wakey-Wakey" sería lanzado el 17 de marzo, y el video del sencillo el 18 de marzo de 2019.

## Promoción
En agosto de 2018, se anunciaría que NCT 127 se embarcaría en su primera gira por todo Japón con su tour Neo City – The Origin, iniciando en Osaka el 2 de febrero de 2019, con un total de siete destino en Hiroshima, Kanazawa, Sapporo, Fukuoka, Nagoya, Saitama y Osaka.

## Lista de canciones
| Awaken |                                |                                                   | |          |  |
| N.º    | Título                         | Letras                                            | Música | Duración |  |
| 1.     | «Lips»                         | Akira, Mark, Taeyong                              | Andreas Öhrn, Didrik Thott, Sam Fishman | 3:06     |  |
| 2.     | «Wakey-Wakey»                  | MEG.ME                                            | Andreas Öhrn, Sebastian Thott, Deez | 3:02     |  |
| 3.     | «Chain»                        | MEG.ME                                            | 250, Albin Nordqvist | 3:42     |  |
| 4.     | «Regular (English version)»    | Wilbart "Vedo" McCoy III, Taeyong, Mark           | Mike Daley, Mitchell Owens, Wilbart "Vedo" McCoy III, George Kranz, Yoo Young-jin | 3:40     |  |
| 5.     | «Touch (Japanese version)»     | MEG.ME, Jo Yoon-kyung, Kim Min-ji, Shin Jin-hye   | LDN Noise, Deez, Adrian McKinnon | 3:10     |  |
| 6.     | «Blow My Mind»                 | Junji Ishiwatari                                  | Jonny Shorr, David Amber, Will Jay | 3:48     |  |
| 7.     | «Limitless (Japanese version)» | Kenzie, Sara Sakurai (T's Music)                  | Kenzie, Harvey Mason Jr., Patrick "J. Que" Smith, Kevin Randolph, Dewain Whitmore, Andrew Hey, Britt Burton                                                                           | 4:08     |  |
| 8.     | «Long Slow Distance»           | Natsumi Kobayashi                                 | Lee Dae-hee (ZigZagNote), Moon Sang-sun, Sean Alexander (Avenue 52), Drew Ryan Scott                                                                                                  | 4:25     |  |
| 9.     | «Kitchen Beat»                 | Ume                                               | Ronnie Icon, Jan Baars, Rajan Muse | 3:29     |  |
| 10.    | «Cherry Bomb (Korean version)» | Taeyong, Mark, Deepflow, Lim Jung-hyo, Oh Min-joo | Dem Jointz, Jennifer Decilveo, Deez, Jakob Mihoubi (Jay & Rudy), Rudi Daouk (Jay & Rudy), Michael Woods (Rice N' Peas), Kevin White (Rice N' Peas), Andrew Bazzi (Rice N' Peas), MZMC | 3:56     |  |
| 11.    | «Fire Truck (Korean version)»  | Taeyong, Mark, Jaehyun, Lee Seu-ran               | LDN Noise, Jeremy "Tay" Jasper, Ylva Dimberg (The Kennel) | 2:58     |  |
| 12.    | «End to Start»                 | Amon Hayashi (Digz Inc.)                          | Jung Youth (DMP Group), Tony Esterly (DMP Group) | 3:30     |  |
| 42:54  |                                |                                                   | |          |  |

## Historial de lanzamiento
| Región | Fecha               | Formato                     | Distribuidor |
| ------ | ------------------- | --------------------------- | ------------ |
| Varios | 17 de abril de 2019 | descarga digital, streaming | Avex Trax    |
| Japón  | 17 de abril de 2019 | CD, CD+DVD, CD+Blu-ray      | Avex Trax    |